# Alexis Carrel
Alexis Marie Joseph Auguste Carrel-Billiard (Sainte-Foy-lès-Lyon, 1873. június 28. – Párizs, 1944. november 5.) francia sebész, fiziológus. Kidolgozta az erek összevarrásának biztonságos módszerét, amiért 1912-ben elnyerte az orvostudományi Nobel-díjat.
Miután az 1935-ös Az ismeretlen ember című művével megjelenésével világszerte ismertté vált, a civilizáció hanyatlását jósolta, és e sors elkerülésének reményében az önkéntes eugenikát szorgalmazta.
A Vichy-kormányban betöltött vezető szerepéről is ismert.

## Tanulmányai
Alexis Carrel 1873. június 28-án született Sainte-Foy-les-Lyon-ban id. Alexis Carrel–Billiard textilgyáros és felesége, Anne–Marie Ricard első gyerekeként. Ötéves korában apja meghalt; Alexist és két testvérét mélyen katolikus anyja nevelte fel. Iskoláit a Lyon melletti jezsuita kollégiumban végezte. Gyerekként is érdekelte a biológia, madarakat boncolt fel és nagybátyja biztatására kémiai kísérleteket végzett. 1890-ben érettségizett és utána orvosnak tanult a Lyoni Egyetemen. 1893 és 1900 között több lyoni kórházban is dolgozott (kivéve egyéves katonai szolgálatát amit az alpesi hegyivadászoknál töltött katonaorvosként). Már ekkor kiemelkedett anatómiai tudásával és sebészeti ügyességével. 1898-tól a híres anatómus, Leo Testut mellett dolgozott, 1900-ban pedig megkapta orvosi diplomáját. 

## Tudományos munkássága
Carrel saját bevallása szerint 1894-ben kezdett el érdeklődni az érsebészet iránt, amikor Marie François Sadi Carnot köztársasági elnököt egy olasz anarchista meggyilkolta. A támadásban az elnök egyik fő verőere sérült meg és elvérzett. A korabeli sebészek próbálkoztak az erek összevarrásával, de meglehetősen durva tűt és fonalat használtak és a végeket inert arany- vagy ezüstkapcsokkal fogták össze, kívülről pedig egy csővel rögzítették. Igen gyakori volt a seb elfertőződése. Carrel kidolgozta az erek összevarrásának technikáját, amihez nagyon finom, vazelinnel bekent tűt és selyemszálat használt és a sérült érszéleket kifordítva varrta össze a végeket, így a keringő vér csak a sima érbelsővel találkozhatott, amivel megakadályozta az alvadást. A bakteriális infekciót gondos fertőtlenítéssel és aszeptikus sebésztechnikával előzte meg. Első sikeres érműtétjét 1902-ben jelentette be.
Szintén 1902-ben bejelentette, hogy tanúja volt egy nő csodás gyógyulásának Lourdes-ban. Kollégái emiatt némileg csodabogárként tekintettek rá, ráadásul Carrel többször is támadta az egyetem szerinte elavult szakmai és politikai hagyományait. Carrel végül otthagyta a Lyoni Egyetemet, egy évet Párizsban töltött szakmai továbbképzéssel, majd átköltözött Kanadába, Montrealba. Röviddel később, 1905-ben a Chicagói Egyetemen helyezkedett el, 1906-ban pedig csatlakozott a New York-i Rockefeller Orvostudományi Kutatóintézethez (ma Rockefeller Egyetem). Továbbfejlesztette érsebészeti technikáját, hogy a fő ereken kívül a milliméteres átmérőjű véredényeken is biztonsággal alkalmazható legyen, 1906-tól pedig állatkísérleteket kezdett a vese átültetésére. Ebben jelentős előrehaladást ért el, egy kísérleti macska például egy évig elélt a beültetett kutyavesével. A terve az volt, hogy emberi szövetek, esetleg teljes szervek tenyésztésével kicserélhesse a sérült vagy beteg szerveket.
Úttörő sejttenyésztéses kísérleteiben több évtizeden át fenn tudott tartani csirkeembrió szívéből származó kötőszöveti sejteket. A tenyészet magát Carrelt is túlélte, csak a halála után hagytak fel a szándékosan a gondozásával. További előrehaladást azonban nem ért el és eredményeit más tudósok sokáig nem tudták reprodukálni. Mai tudásunk szerint a nem rákos sejtek csak bizonyos számú osztódáson mehetnek át, így Carrel tenyészetének sikere máig megmagyarázatlan. Egyesek feltételezése szerint véletlenül vagy szándékosan, esetleg Carrel tudta nélkül folyamatosan új sejteket juttattak a tenyészetbe.
Alexis Carrel 1912-ben orvostudományi Nobel-díjban részesült "az érsebészet és a véredények és szervek transzplantációja terén végzett munkájáért".

## Kései évei
Az első világháború kitörése után őrnagyi rangban csatlakozott a francia hadsereghez. Carrel egy frontközeli kórházban dolgozott, ahol felesége nővérként segítette munkáját. Henry B. Dakin gyógyszerész segítségével kifejlesztett egy bonyolult módszert az elfertőződött sebek kezelésére, ami egészen az antibiotikumok térhódításáig orvosi alkalmazásban maradt.
1930 körül Carrel felelevenítette szervátültetéses terveit. Munkájában a híres amerikai pilóta, Charles Lindbergh segítette, aki kifejlesztett a számára egy sterilizálható üvegpumpát a tápfolyadékok továbbítására. Carrelnek sikerült olyan szerveket, mint a pajzsmirigy vagy a vese napokig, sőt hetekig működésképesen tartani.
1938-ban visszavonult és a második világháború kitörésekor Párizsba költözött, hogy tudásával szülőhazáját segítse (soha nem vette fel az amerikai állampolgárságot, bár közel negyven évig élt az országban). A német megszállás után is a fővárosban maradt a saját maga által létrehozott Emberi Problémák Tanulmányozásának Intézetében. Mivel elfogadta a vichy-i kormányt és intézete érdekében tárgyalt a német parancsnoksággal, voltak, akik kollaborációval vádolták.

## Elismerései
- Orvosi Nobel-díj (1912)
- a Francia Becsületrend parancsnoki fokozata
- a belga Lipót-rend parancsnoki fokozata
- a svéd Sarkcsillag-rend főparancsnoki fokozata

Számos tudományos társulat tagja volt, a Belfasti, Princetoni, a New York-i, a Columbia és a Brown Egyetemek díszdoktorukká választották.

## Családja és személyisége

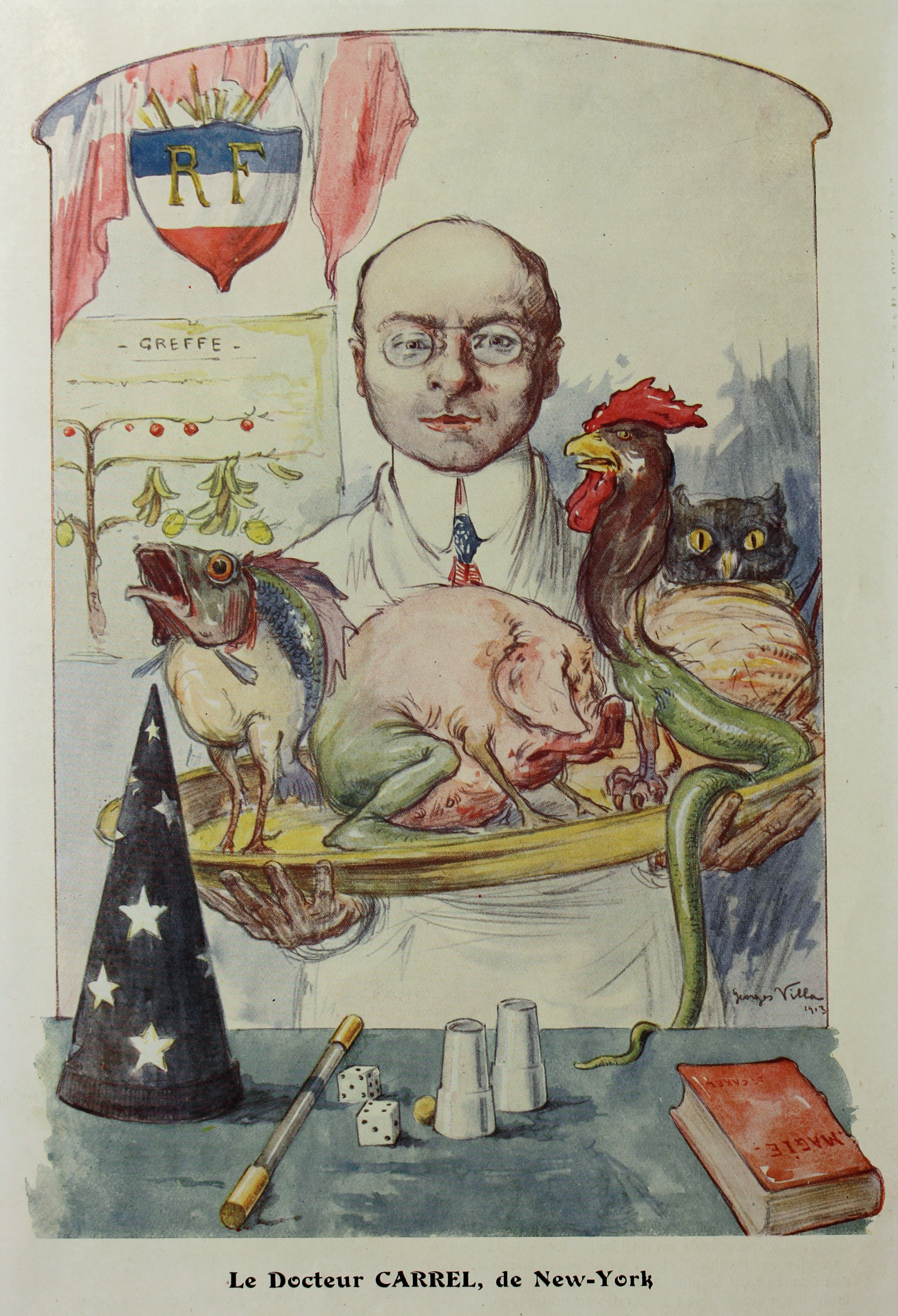
A New York-i Dr. Carrel (1913-as francia karikatúra)

Carrel 1913-ban feleségül vette Anne de la Motte de Meyrie-t, egy buzgó katolikus özvegyasszonyt, akinek már volt egy fia. Közös gyerekük nem született.
Carrel mélyen vallásos, sőt szinte már misztikus ember volt. Kollégái sokszor vádolták azzal, hogy túlságosan teátrális és eredményeit túlmisztifikálja. A műtőben ő és asszisztensei fekete ruhát viseltek (hogy a szennyeződés jól észrevehető legyen), a falakat és padlót is sötétre festették, a felszerelések pedig a könnyebb sterilizálhatóság érdekében ólomból készültek. A csirkeszíves szövettenyészetét is úgy interpretálták a sajtóban, hogy az amerikai "Óz varázslója" örök életűvé tette az állat dobogó szívét (a valóságban a szerv néhány nap után már nem dobogott és utána csak a kötőszöveti sejtek osztódtak).
1935-ben megjelent Az ismeretlen ember (L'Homme, cet inconnu) c. filozofikus könyvében javasolta, hogy az emberiség előrehaladását egy entellektüellekből élló elit csoport igazgassa és aggodalmát fejezte ki az emberiség degenerációja miatt. Ennek megakadályozására a tudatos eugenikát javasolta és szintén felvetette (évekkel a nácik előtt), hogy a "defektív" egyéneket gázzal lehetne kivégezni.
Alexis Carrel 1944. november 5-én halt meg szívroham következtében, Párizsban.

## Magyarul megjelent művei
- Az ismeretlen ember; ford. Fülöp Zsigmond; Révai, Bp., 1937
- Orvosok, kuruzslók, eretnekek. Francia orvosok tanulmányai az orvostudomány időszerű kérdéseiről; ford. Révay József; Révai, Bp., 1947
- Utazás Lourdes-ba; ford. Sághy Marianne, bev. Jáki Szaniszló; Ecclesia–Jel, Bp., 1995